# Vivimi
"Vivimi" é uma canção gravada pela cantora italiana Laura Pausini para seu álbum de estúdio Resta in ascolto. A faixa foi lançada em 24 de novembro de 2004 como o segundo single do álbum.
A canção foi gravada também em língua espanhola, sob o título "Víveme", cuja adaptação da letra é de Laura Pausini e Badia, e foi lançada na Espanha e na América Latina como o segundo single da versão em espanhol do álbum, Escucha. "Víveme" foi também a música-tema da telenovela mexicana "La Madrastra".

## Composição
"Vivimi" é uma canção de amor melódica e intimista escrita pelo cantor e compositor italiano Biagio Antonacci, que colaborou pela segunda vez com Pausini, depois de ter escrito também a faixa "Tra te e il mare".
"Biagio esteve muito próximo de mim quando eu estava sofrendo, então foi um dos primeiros a perceber o momento no qual me senti pronta para amar novamente. Quando ele escreveu esta canção não foi preciso lhe dizer o que eu queria, nos entendíamos de imediato. Não é por acaso que essa é a canção mais "pausiniana" do disco".

## Video musical
As gravações do videoclip de "Vivimi" foram efetuadas em novembro de 2004 na cidade de Veneza, na Itália, sob a direção de Gaetano Morbioli.
O cenário utilizado para a gravação do videoclip foi um salão do palácio Ca' Zenobio degli Armeni, o mesmo onde foi filmado o videoclip da canção "Like a Virgin" da cantora Madonna em 1984.
No videoclip são retratados dois ambientes: o backstage de um concerto, representado por um longo corredor e pela escuridão de um camarim, e um amplo salão, que com sua luminosidade representa mais um ambiente mental do que físico. O primeiro representa a parte física da música, e o segundo a sua dimensão mágica e emocional. Passando de um ambiente a outro, Laura Pausini faz uma viagem física e íntima, que a leva para um mundo de sensações, nas quais a música se torna pura emoção, protagonista absoluta da cena.

## Performances ao vivo
No dia 24 de novembro de 2009 a canção foi interpretada em dueto com o cantor italiano Tiziano Ferro, durante o programa "Due", do canal Rai Due.
Em 30 de outubro de 2011, Laura Pausini interpretou "Víveme" em dueto com o cantor Alex Syntek durante o programa "La Voz... México".
Em 26 de março de 2012, durante o programa italiano "Panariello non esiste", do canal Canale 5, Laura Pausini interpretou "Vivimi" em dueto com Biagio Antonacci.

## Prêmios e nomeações
Em 2006, "Víveme" venceu o Billboard Latin Music Awards na categoria "Canção Pop Latina Feminina do Ano" e o ASCAP Latin Music Awards nas categorias "Canção Pop" e "Melhor canção tema de novela".
"Víveme" também recebeu duas nomeações ao Premio Lo Nuestro nas categorias "Canção Pop do Ano" e "Vídeo do Ano" e uma nomeação ao Premios Juventud na categoria "Melhor Balada".

## Formatos e lista de faixas
- CD single (Europa)[11]

1. "Vivimi" – 3:54
2. "Vivimi" (Instrumental) – 3:54

- CD single (Europa)[12]

1. "Vivimi" - 3:54

- CD single (América Latina)[13]

1. "Víveme" - 3:54

- Download digital[14]

1. "Vivimi" – 3:51
2. "Vivimi" (Instrumental) – 3:58

## Paradas
| Paradas (2004-2005)                                 | Melhor posição |
| --------------------------------------------------- | -------------- |
| Bélgica - Ultratip (Wallonia)                       | 15             |
| Estados Unidos - Billboard (Latin Songs)            | 6              |
| Estados Unidos - Billboard (Latin Pop Songs)        | 2              |
| Estados Unidos - Billboard (Regional Mexican Songs) | 2              |
| Estados Unidos - Billboard (Tropical Songs)         | 37             |
| Hungria - MAHASZ (Top 20 Single)                    | 10             |
| Suíça - Schweizer Hitparade (Top 75 Singles)        | 38             |

| Paradas (2005)                           | Melhor posição |
| ---------------------------------------- | -------------- |
| Estados Unidos - Billboard (Latin Songs) | 9              |

## Versão 2013
Em 2013, a canção foi regravada em dueto com o cantor espanhol Alejandro Sanz. Essa versão da faixa foi produzida por Laura Pausini e Paolo Carta e incluída no segundo álbum de grandes êxitos de Pausini, 20 - The Greatest Hits.
Em dezembro de 2013, "Víveme" foi lançada na Espanha e na América Latina como o segundo single da versão hispânica do álbum, 20 - Grandes éxitos.

### Video musical
O videoclipe da canção junto com Alejandro Sanz foi gravado em 17 de dezembro de 2013 em Madrid, na Espanha.

### Lista de faixas
- Download digital[24]

1. "Víveme" (com Alejandro Sanz) – 3:54

### Desempenho nas tabelas musicais
| Paradas (2013)                                       | Melhor posição |
| ---------------------------------------------------- | -------------- |
| Espanha - PROMUSICAE (Top 50 Rádio)                  | 20             |
| Espanha - PROMUSICAE (Top 50 Singles)                | 20             |
| Estados Unidos - Billboard (Latin Airplay)           | 24             |
| Estados Unidos - Billboard (Latin Pop Songs)         | 9              |
| Estados Unidos - Billboard (Latin Digital Songs)     | 46             |
| Estados Unidos - Billboard (Latin Pop Digital Songs) | 19             |
| México - Billboard (Mexico Spanish Airplay)          | 2              |
| México - Billboard (Mexico Airplay)                  | 9              |
| México - Monitor Latino (Pop Airplay)                | 14             |

## Covers
- O cantor italiano Biagio Antonacci, autor da canção, gravou "Vivimi" para seu álbum "Il cielo ha una porta sola", de 2008.
- A cantora mexicana Daniela Romo incluiu "Víveme" em seu álbum "Sueños de Cabaret", de 2008.